# Sos miętowy

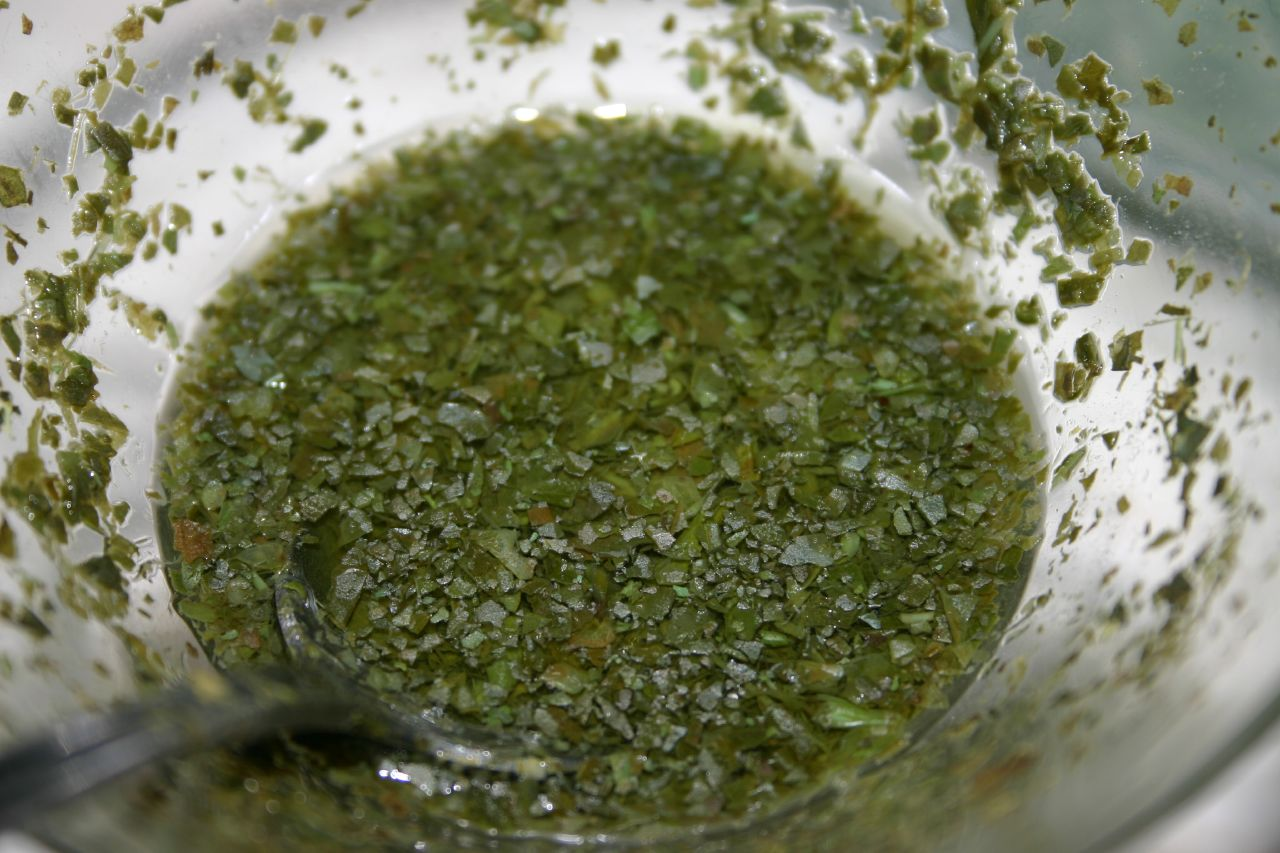
Sos miętowy

Sos miętowy – sos wytwarzany z drobno pokrojonych liści mięty zanurzonych w occie z niewielką ilością cukru o dosyć gęstej konsystencji.
W kuchni brytyjskiej i irlandzkiej tradycyjnie dodawany jest do pieczonej baraniny.